# Juliabkommen
Das Juliabkommen wurde am 11. Juli 1936 zwischen den Regierungen des Bundesstaats Österreich und des Deutschen Reiches geschlossen.

„In der Überzeugung, der europäischen Gesamtentwicklung zur Aufrechterhaltung des Friedens eine wertvolle Förderung zuteil werden zu lassen, wie in dem Glauben, damit am besten den vielgestaltigen und wechselseitigen Interessen der beiden deutschen Staaten zu dienen, haben die Regierungen des Bundesstaates Österreich und des Deutschen Reiches beschlossen, ihre Beziehungen wieder normal und freundschaftlich zu gestalten. Aus diesem Anlaß wird erklärt:
1. Im Sinne der Feststellungen des Führers und Reichskanzlers vom 21. Mai 1935 anerkennt die deutsche Reichsregierung die volle Souveränität des Bundesstaates Österreich.
2. Jede der beiden Regierungen betrachtet die in dem anderen Lande bestehende innerpolitische Gestaltung, einschließlich der Frage des österreichischen Nationalsozialismus, als eine innere Angelegenheit des anderen Landes, auf die sie weder unmittelbar noch mittelbar Einwirkung nehmen wird.
3. Die österreichische Bundesregierung wird ihre Politik im allgemeinen, wie insbesondere gegenüber dem Deutschen Reich, stets auf jener grundsätzlichen Linie halten, die der Tatsache, daß Österreich sich als deutscher Staat bekennt, entspricht. Hiedurch werden die Römer Protokolle von 1934 und deren Zusätze von 1936 sowie die Stellung Österreichs zu Italien und Ungarn als den Partnern dieser Protokolle nicht berührt.
In der Erwägung, daß die von beiden Seiten gewünschte Entspannung sich nur verwirklichen lassen wird, wenn dazu gewisse Vorbedingungen seitens der Regierungen beider Länder erstellt werden, wird die österreichische Bundesregierung sowohl wie die Reichsregierung in einer Reihe von Einzelmaßnahmen die hiezu notwendigen Voraussetzungen schaffen.“

Dem offiziellen Kommuniqué fügte Hitler wörtlich folgenden Satz an:

„Deutschland hat weder die Absicht noch den Willen, sich in die inneren österreichischen Verhältnisse einzumengen; Österreich etwa zu annektieren oder anzuschließen.“

Noch im Tagesverlauf des 11. Juli ernannte der österreichische Bundespräsident Miklas auf Vorschlag von Kanzler Schuschnigg die beiden betont-nationalen (damit waren in der damaligen Diktion großdeutsch orientierte Nicht-Nationalsozialisten gemeint) Edmund Glaise von Horstenau zum Minister ohne Geschäftsbereich und Guido Schmidt zum Staatssekretär des Außenministeriums.
Das Abkommen war eine Folge der Annäherung Hitlerdeutschlands an das faschistische Italien, das bisher eine außenpolitische Stütze Österreichs dargestellt hatte, sowie des Bestrebens Österreichs, die Aufhebung der Tausend-Mark-Sperre zu erreichen.
Daneben versuchte Österreich auch, der seit der nationalsozialistischen Machtergreifung im Deutschen Reich vor allem in den Printmedien sehr intensiven, staatlich gelenkten NS-Propaganda und der damit verbundenen ideologischen Unterwanderung des Staates entgegenzuwirken. Während Österreich seit 1933 immer stärker Zeitungen aus Deutschland verbot, verhängte Deutschland ein Importverbot für Bücher bestimmter Autoren, die nicht dem nationalsozialistischen Gedankengut anhingen. 1935 begannen Verhandlungen zwischen dem deutschen Gesandten in Wien Franz von Papen und der österreichischen Regierung mit dem Ziel, diese Hemmnisse aufzuheben.
Im Abkommen verpflichtete sich der Ständestaat Österreich, die meist seit dem Juliputsch inhaftierten Angehörigen der seit 1933 illegalen NSDAP zu amnestieren. Zudem wurden einzelne deutsche Zeitungen wieder zugelassen, nicht jedoch der Völkische Beobachter, das Parteiorgan der NSDAP. Die deutsche Tausend-Mark-Sperre, eingeführt zum 1. Juni 1933, wurde erst am 24. August 1936 aufgehoben.
Die nun folgende Politik Österreichs bezeichnen Historiker auch als „deutschen Weg“. Die NSDAP war zwar weiterhin verboten; es fiel ihr durch die mit dem Abkommen verbundenen Lockerungen aber wesentlich leichter, die österreichischen Restriktionen zu umgehen, den Staatsapparat zu unterwandern und wichtige Positionen mit NS-Parteigängern und -Sympathisanten zu besetzen.
Schuschnigg, der mit dem Juliabkommen versucht hatte, die Souveränität Österreichs aufrechtzuerhalten, trug letztlich nicht unwesentlich dazu bei, dass die Eigenstaatlichkeit Österreichs zwei Jahre später mit dem „Anschluss Österreichs“ beendet wurde.